# Friedrich von Georgi
Friedrich Robert Freiherr von Georgi (Prag, 27. siječnja 1852. – Beč, 23. siječnja 1926.) je bio austrougarski general i vojni zapovjednik. Tijekom Prvog svjetskog rata obnašao je dužnost ministra domobranstva u austrijskoj vladi.

## Vojna karijera
Friedrich von Georgi je rođen 27. siječnja 1852. u Pragu. Sin je umirovljenog pukovnika, te je kao i njegov otac odabrao vojnu karijeru. Nakon završetka kadetske škole u Hamburgu, od 1867. pohađa Terezijansku vojnu akademiju u Bečkom Novom Mjestu. Po okončanju iste, od 1871. godine s činom poručnika služi u 6. lovačkoj bojnoj. U svibnju 1877. unaprijeđen je u čin natporučnika, nakon čega od 1879. pohađa Ratnu akademiju u Beču. Godine 1882. služi u stožeru 5. brdske brigade tijekom gušenja ustanka u Hercegovini za što je i odlikovan. Nakon završetka kampanje vraća se na službu u 6. lovačku bojnu. U studenom 1885. promaknut je u čin satnika, nakon čega služi u odjelu izrade mapa, te stožeru IV. korpusa. Potom služi u 27. pješačkoj pukovniji, da bi nakon toga u ožujku 1891. bio imenovan načelnikom stožera 15. pješačke divizije. Ubrzo nakon toga imenovanja, u svibnju 1891., promaknut je u čin bojnika. U veljači 1893. postaje instruktorom u časničkoj školi, nakon čega služi u 100. pješačkoj pukovniji smještenoj u Krakowu u kojoj zapovijeda 3. bojnom. Postaje i članom Povjerenstva za utvrđivanje podobnosti za napredovanja u kojem, nakon što je u svibnju 1894. unaprijeđen u čin potpukovnika, postaje i predsjednikom.
U studenom 1896. promaknut je u čin pukovnika, dok od 1898. obnaša dužnost načelnika 10. odjela ministarstva rata. Na navedenoj dužnosti nalazi se do siječnja 1903. kada postaje zapovjednikom 42. landverske brigade sa sjedištem u Pragu. U svibnju te iste godine unaprijeđen je u čin general bojnika. Na mjestu zapovjednika 42. landverske brigade nalazi se do svibnja 1906. kada je imenovan načelnikom odjela u ministarstvu domobranstva. Nakon što je u svibnju 1907. promaknut u čin podmaršala, u prosincu te iste godine imenovan je ministrom domobranstva koje je bilo nadležno za sve austrijske teritorijalne jedinice, te žandarmeriju. Austrijsko domobranstvo (Landwehr) karakteriziralo je loša opremljenost, te nedostatak sredstava, kao i loš časnički kadar. Pokušavajući to promijeniti, u neprestanoj borbi za novčana sredstva s mađarskim Honvedom, drugom sastavnicom austrougarske vojske, nastoji modernizirati domobranstvo. Uspijeva ishoditi novčana sredstva kojima nabavlja modernu opremu. Također, 1912. raspušta Landversku kadetsku školu, te osniva Vojnu akademiju Franje Josipa, te Višu vojnu školu za časnike. U suradnji s načelnikom Glavnog stožera Franzom Conradom von Hötzendorfom formira landverske brdske jedinice specijalizirane za planinsko ratovanje. U studenom 1911. unaprijeđen je u generala pješaštva. Godine 1912. na njegov prijedlog donose se novi obrambeni zakoni kojima se domobranstvo u pogledu naoružanja, organizacije, te razvoja, u potpunosti izjednačava s redovnom austrougarskom vojskom. U rujnu te iste godine dobiva titulu baruna.

## Prvi svjetski rat
Na početku Prvog svjetskog rata Georgi se odmah dobrovoljno javlja da zapovijeda jedinicama na ratištu, ali taj njegov zahtjev, kao i kasniji koji su uslijedili, su odbijeni. Tijekom rata za svoj rad u ministarstvu domobranstva primio je mnoga priznanja i odlikovanja, te je u svibnju 1916. promaknut u čin general pukovnika. Nakon smrti cara Franje Josipa i dolaska Karla I. na austrougarsko prijestolje, Georgi je bio jedan od rijetkih ministara koje novi car nije smijenio. Konačno, nakon pada vlade Heinricha Clam-Martinica u lipnju 1917., Georgi konačno prestaje biti ministrom domobranstva. Do kraja rata ne obnaša bilo kakvu vojnu dužnost, te se nalazi na raspolaganju.

## Poslije rata
Nakon završetka rata, Georgi je s 1. prosincem 1918. umirovljen. Prestaje se baviti politikom, te mirno živi u Beču gdje je i preminuo 23. siječnja 1926. godine u 74. godini života. Od 1878. bio je oženjen s Berthom Stamm s kojom je imao četiri djece od kojih je dvoje umrlo u mladoj dobi. U ožujku 1917. grad Leitmeritz (danas Litomerice u Češkoj) ga je imenovao počasnim građaninom. Godine 1940. njegovim imenom je imenovana i jedna ulica u Beču.

## Vanjske poveznice
(eng.) Friedrich von Georgi na stranici Austro-Hungarian-Army.co.uk

(eng.) Friedrich von Georgi na stranici Oocities.org

(rus.) Friedrich von Georgi na stranici Hrono.ru

(njem.) Friedrich von Georgi na stranici Weltkriege.at